# Монарк Мил (Јужна Каролина)
Монарк Мил (енгл. Monarch Mill) насељено је место без административног статуса у америчкој савезној држави Јужна Каролина.

## Демографија
По попису из 2010. године број становника је 1.811, што је 119 (-6,2%) становника мање него 2000. године.
| Група             | 2000.         | 2010.         |
| Белци             | 1.610 (83,4%) | 1.466 (80,9%) |
| Афроамериканци    | 285 (14,8%)   | 299 (16,5%)   |
| Азијати           | 0 (0,0%)      | 4 (0,2%)      |
| Хиспаноамериканци | 23 (1,2%)     | 15 (0,8%)     |
| Укупно            | 1.930         | 1.811         |